# 와이채번

와이채번의 위치

와이채번(영어: Wychavon)은 잉글랜드 우스터셔주에 위치한 비도시 자치구이다. 중심 도시는 퍼쇼어이며 인구는 119,752명(2014년 기준), 면적은 663.5km2이다.